# 7007-es busz
A 7007-es jelzésű autóbuszvonal helyközi autóbuszjárat Győr és Nagyszentjános között, melyet a Volánbusz Zrt. lát el.

## Megállóhelyei
| 0  | Győr, autóbusz-állomás végállomás   | 15 | 1, 1A, 1B, 2, 2B, 11, 16 1268, 1507, 1563, 1592, 1620, 1631, 1639, 1702, 1706, 1707, 1708, 1709, 1710, 1711, 1712, 1714, 1715, 1717, 1721, 1794, 1822, 1826, 1850, 1852 7002, 7003, 7004, 7005, 7008, 7010, 7012, 7013, 7014, 7019, 7020, 7021, 7022, 7023, 7024, 7025, 7030, 7031, 7032, 7033, 7034, 7035, 7036, 7037, 7038, 7040, 7041, 7042, 7043, 7044, 7046, 7047, 7048, 7049, 7050, 7051, 7052, 7053, 7054, 7055, 7056, 7057, 7058, 7059, 7060, 7061, 7063, 7065, 7068, 7069, 7070, 7071, 7072, 7073, 7074, 7075, 7077, 7079, 7080, 7082, 7083, 7084, 7085, 7086, 7087, 7088, 7090, 7091, 7098, 7099, 7105, 7212, 7914 S10, G10, gyorsított személyvonat, személyvonat, sebesvonat, EuroRegio, Tanúhegy sebesvonat, Helikon InterRégió, InterRégió, Arrabona InterCity, Tűztorony, Ikva, Lővér, Kékfrankos, Magnet Bank, Scarbantia, Soproni Közgáz InterCity, Savaria InterCity, Mura nemzetközi InterCity, Dráva nemzetközi InterCity, RegioJet, Railjet Xpress, Kálmán Imre EuroNight, Csárdás, Lehár, Liszt Ferenc és Semmelweis EuroCity, Advent EuroCity, Hortobágy EuroCity, Transilvania-Szamos EuroCity, Dacia-Corvin nemzetközi gyorsvonat |
| 1  | Győr, Szt. István út, Iparkamara    | 14 | 8Y, 11, 11Y, 13, 13B, 14, 14A, 14B, 16, 42 1721 7002, 7003, 7004, 7005, 7008, 7087, 7090 |
| 2  | Győr, Mártírok útja                 | 13 | |
| 3  | Győr(Likócs), Audi, bej. út         | 12 | |
| 4  | Győr, Segítőház bej. út             | 11 | |
| 5  | Győr (Kertváros), vadászlőtér       | 10 | |
| 6  | Győr, 1-es út, győrszentiváni elág. | 9  | |
| 7  | Győr, ÁTEV, bej. út                 | 8  | |
| 8  | Győr, Károlyházapuszta              | 7  | |
| 9  | Gönyű, kikötő                       | 6  | 7009 |
| 10 | Gönyű, 1-es út, Petőfi út           | 5  | 7009 |
| 11 | Gönyű, 1-es út, ABC                 | 4  | 7009 |
| 12 | Gönyű, autóbusz-váróterem           | 3  | 7009 |
| 13 | Nagyszentjános, Erdőszél lakópark   | 2  | 7009 |
| 14 | Nagyszentjános, Erdősor             | 1  | 7009 |
| 15 | Nagyszentjános, ABC végállomás      | 0  | 7009 |